# Cappellano di Sua Santità

Base per lo stemma di un cappellano di Sua Santità

Abito corale dei cappellani di Sua Santità

Cappellano di Sua Santità, un tempo denominato cameriere segreto soprannumerario di Sua Santità, è un titolo onorifico che viene conferito a seguito di speciale concessione della Santa Sede ai membri del presbiterato (cioè ai preti). Viene concesso ai sacerdoti secolari al servizio della Santa Sede o, su richiesta del vescovo della diocesi, a sacerdoti diocesani ritenuti meritevoli. Non è conferito al clero regolare.
Tale titolo è meno prestigioso di quelli di prelato d'onore di Sua Santità e protonotario apostolico, onorificenze per le quali sono richieste un'età maggiore e un servizio sacerdotale più lungo.

## Denominazione attuale
Secondo una definizione d'epoca il termine cappellano indica: "chi deve uffiziare una cappella, e ne ha il beneficio; sacerdote che assiste gli infermi, o esercita altrimenti il suo ministero negli ospedali, nelle carceri, ecc." Il complemento di Sua Santità identifica il prelato insignito dell'omonima onorificenza pontificia.

## Denominazioni anteriori
Con il motu proprio Pontificalis Domus del 28 marzo 1968, papa Paolo VI limitò a tre le categorie di titoli onorifici ecclesiastici: protonotari apostolici, prelati d'onore di Sua Santità e cappellani di Sua Santità, e decretò che a quelli che prima venivano chiamati camerieri segreti soprannumerari si desse il titolo di cappellani di Sua Santità. Sono state abolite le cariche e le denominazioni di camerieri segreti partecipanti, camerieri d'onore in abito paonazzo, camerieri d'onore extra Urbem, cappellani segreti, cappellani segreti d'onore, cappellani segreti d'onore extra Urbem, chierici segreti, cappellani comuni pontifici. Il titolo di Cappellano di Sua Santità non è da confondersi con quello di Cappellano Segreto, nato sotto il pontificato di Paolo IV ed abolito con il motu proprio Pontificalis Domus. A seguito della riforma della Corte Pontificia, nel 1968, quella di Cappellano di Sua Santità fu la nuova denominazione dei Camerieri Segreti Soprannumerari, anche le funzioni sono diverse da quelle del Cappellano Segreto.

## Privilegi
Con l'istruzione Ut sive sollicite del 31 marzo 1969, la Segreteria di Stato della Santa Sede, con l'autorizzazione di papa Paolo VI, dichiarò che il cappellano di Sua Santità ha il titolo di Reverendo Monsignore e può essere distinto dagli altri preti a motivo delle sue vesti. Infatti i cappellani di Sua Santità hanno sia come abito corale che come abito piano la talare nera con occhielli, bottoni, bordi e fodera di colore paonazzo e fascia di seta paonazza. Sono stati aboliti la talare paonazza, il mantellone paonazzo, la fascia con fiocchi, le fibbie sulle scarpe e il fiocco paonazzo sulla berretta nera.

## Requisiti
L'Istruzione sul conferimento di Onorificenze pontificie promulgata dalla Segreteria di Stato in data 13 maggio 2001 disponeva che il titolo poteva essere concesso a sacerdoti del clero secolare che avessero compiuto almeno 35 anni di età e 5 di sacerdozio. Per ogni diocesi, il numero totale di monsignori (protonotari, prelati d'onore e cappellani) non doveva superare il 10% del clero.
Poco dopo la sua elezione, papa Francesco sospese la concessione ai sacerdoti che non fossero al servizio diretto della Santa Sede del titolo di "Monsignore". Poi, nel dicembre dello stesso anno, fece sapere la sua decisione definitiva di limitare tale concessione ai sacerdoti diocesani di almeno 65 anni d'età e unicamente nella categoria di Cappellani di Sua Santità, escludendo le due categorie superiori. Quelli però che avevano già ottenuto il titolo di "Monsignore" e l'arruolamento nelle categorie più alte non ne sono stati privati, e non sono stati aboliti i privilegi già concessi ai membri di alcuni capitoli di canonici.
Infatti sono cappellani di Sua Santità durante munere:
- i canonici delle cattedrali di Lodi e Siracusa,
- i canonici del capitolo dei Santi Celso e Giuliano in Roma[11],
- i cappellani magistrali SMOM,
- i Vicari Parrocchiali di Roma in quanto chierici della Cappella Pontificia, nominati dal Cardinale Vicario previa approvazione del Santo Padre[12].

## Fonti
Il conferimento del titolo e la relativa data sono riportati nel Diarium Romanae Curiae riportato mensilmente negli Acta Sanctae Sedis a cura della Segreteria di Stato Vaticana. La stessa informazione è generalmente reperibile nel Curriculum vitae dei prelati pubblicati all'interno del Bollettino "Rinunce e nomine" della Sala Stampa della Santa Sede.